# 九姐妹

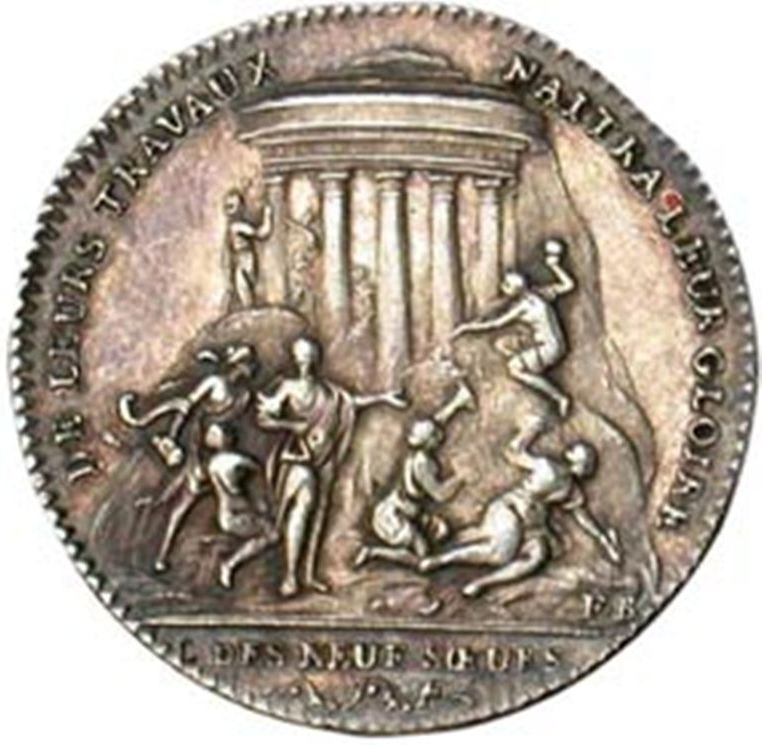
九姐妹令牌（1783年）

九姐妹（法語：Neuf Sœurs，法語發音：[nœf sœʁ]）是法兰西大东方社的一个共济会地方分会，于1776年由熱羅姆·拉朗德创立于巴黎，在组织法国人支持美国革命方面具有重要影响。
“九姐妹”一名取自1769年起活跃于巴黎皇家科学院的“九姐妹会”（Société des neuf sœurs），这是一个“受九位缪斯女神启示”的慈善社团。